# Milan Krajíček
Milan Krajíček (4. července 1933 Praha – 16. července 2016 Praha) byl český chirurg a vynálezce. Spolu se svými spolupracovníky se podílel na vývoji umělých  cév.

## Život
V roce 1959 promoval na Fakultě všeobecného lékařství Univerzity Karlovy v Praze. V letech 1959 až 1960 působil v českokamenické nemocnici. Následně působil v Ústavu klinické a experimentální chirurgie Praha-Krč, který se později stal součástí Institutu experimentální a klinické medicíny Praha. V letech 1989 až 1996 pobýval v zahraničí, kde působil jako ředitel výzkumu GOLLIEZ-BIOTECH v Ženevě. Od roku 1996 nastoupil na II. chirurgickou kliniku v Praze, kde pracoval do roku 2003 jako zástupce pro vědu a výzkum. Pokračoval ve výzkumu a vývoji cévních protéz. V této oblasti mu patří řada priorit a patentů. Cévní chirurgie byla jeho celoživotní náplní a láskou. V průběhu let obhájil kandidátskou a doktorandskou disertační práci. V roce 2001 obhájil docenturu v oboru chirurgie. Byl členem mnoha odborných společností. Za svou práci obdržel celou řadu cen a vyznamenání. Stal se autorem 5 monografií, držitelem 49 patentů a obhájil 11 výzkumných úkolů a grantů. Do posledních dní docházel na kliniku a podílel se na výuce i na výzkumných úkolech kliniky. 

## Dílo
Byl mj. autorem 5 monografií a držitelem 49 patentů.

### Dílo (výběr)
- Patent na vynález s názvem: „Vysoce porézní kolagen-tkaninová cévní protéza a způsob její výroby“ (spoluautor vynálezu: Miloš Chvapil).[3]
- CHVAPIL, Miloš a Milan KRAJÍČEK. Nové umělé cévy. Vesmír. 1963, ročník 42. č.11, str. 288-292. ISSN 0042-4544.
- KRAJÍČEK, Milan.  Chirurgická léčba žilních městků dolních končetin. Ilustrace Eva VRBOVÁ. 1. vyd. Praha: Avicenum, 1983. 109 s.
- KRAJÍČEK, Milan, Jan H. PEREGRIN a Miloslav ROČEK. Chirurgická a intervenční léčba cévních onemocnění. 1. vydání. Grada, 2007. 436 s. ISBN 978-80-247-0607-8